# 威爾縣
威尔县（英語：Will County）是美国伊利诺伊州東北部的一個郡，東接印第安纳州，面積2,200平方公里。根据2020年美國人口普查，共有人口69萬6,355人。縣治喬利埃特（Joliet）。該縣成立於1836年1月12日，縣名紀念伊利諾州制憲會議成員、伊利诺伊州议会議員康拉德·威爾。